# Riddim Driven: Scare Crow
Riddim Driven: Scare Crow – trzynasta składanka z serii Riddim Driven. Została wydana w listopadzie 2001 na CD i LP. Album zawiera piosenki nagrane na riddimie „Scare Crow” King Jammy’ego i Trevora „Baby G” Jamesa.

## Lista piosenek
1. „Yapping” – Bounty Killer
2. „Cuchi Daddy” – Spragga Benz
3. „Da Pum” – Ward 21
4. „Love Da Style” – Tanto Metro, Devonte
5. „We Dat” – Mr. Lex
6. „War Life” – Merciless
7. „What” – Wayne Wonder, Surprize
8. „Naah Stop” – Sean Paul
9. „My Girl” – Wayne Marshall
10. „Bad Man Gal” – Lady Saw
11. „Never Plan Fi Dis” – Elephant Man
12. „Scare Crow” – Galaxy P, Ward 21
13. „Da Rolling” – Vybz Kartel
14. „Here For You” – Anthony Cruz
15. „For Da Ladies Again” – Ward 21
16. „Driving” – Anthony B